# 松風町停留場
松風町停留場（日语：／ Matsukazechō teiryūjō */?）是一位於日本北海道函館市松風町11番地先、12番地先，函館市交通局（函館市電）湯之川線沿線的電車站。

## 通過路線
- 函館市交通局
  - 湯之川線
  - 大森線

兩條路線可以直接轉乘。

## 歷史
- 1913年（大正2年）10月30日 - 大門前站開始營業。
- 日期不明 - 改稱為松風町站。

## 車站構造
- 松風町站擁有2個月台（側式月台）、2條電車路線（相反方向）。
- 兩個方向的月台都是有蓋月台。
- 往湯之川方向的月台設置了電車接近顯示器。
- 車站的南面是行人穿越道。
- 往谷地頭、函館船塢前方向的電車由於電車專用交通燈的緣故，停車時間較正常的長。
- 通過在車站南面的平面道路交叉，電車將會向右轉。
- 在車站北面放置分開道路及電車路的橡膠桿及中央分道帶。

## 車站周邊
- 國道278號
- 函館西警察署大森派出所
- 渡島信用金庫函館分店
- 北海道道83號函館南茅部線
- SATELLITE 松風（函館單車場外車票場）
- 函館太陽電影院
- SUPER HOTEL 函館
- 函館巴士「松風町」站

## 相鄰停留場
函館市交通局
湯之川線
新川町（DY15）－松風町（DY16）
大森線
松風町（DY16）－函館站前（DY17）

### 廢除路線
函館市交通局
東雲線（1992年4月1日廢除）
勞動會館前－松風町

## 外部連結
- 車站情報 - 松風町（日文）